# Wybory do Senatu Republiki Czeskiej w 2024 roku
Wybory do Senatu Republiki Czeskiej w 2024 roku odbywały się 20 i 21 września 2024 roku (I tura) oraz 27 i 28 września 2024 roku (II tura), zgodnie z postanowieniem prezydenta Petra Pavla z 27 maja 2024 roku. Wybrano w nich na sześcioletnią kadencję 27 senatorów, odnawiając tym samym 1/3 składu Senatu.
Zwycięzcą wyborów zostało ANO 2011, zdobywając osiem mandatów. Największą reprezentację w Senacie zachowały jednak odpowiednio Obywatelska Partia Demokratyczna (ODS) oraz „bliźniacze” ugrupowania Burmistrzowie i Niezależni (STAN) i  Burmistrzowie na rzecz Kraju Libereckiego (SLK). Miejsca w izbie wyższej parlamentu zyskało też sześć dalszych partii i ruchów politycznych: Burmistrzowie i Niezależni (STAN), KDU-ČSL, TOP 09, Socjaldemokracja (SOCDEM), SEN 21, Burmistrzowie na rzecz Kraju Libereckiego (SLK) i Przysięga. Mandat senatorski zdobył również jeden kandydat niezależny.
Pierwsza tura wyborów odbyła się równocześnie z wyborami do rad krajów.

## Ordynacja wyborcza
Podstawą do przeprowadzenia wyborów była Ustawa z dnia 27 września 1995 o wyborach do Parlamentu Republiki Czeskiej oraz zmianie i uzupełnieniu niektórych innych ustaw (Zákon ze dne 27. září 1995 o volbách do Parlamentu České republiky a o změně a doplnění některých dalších zákonů). Głosowanie odbyło się jedynie w części państwa – w 27 okręgach jednomandatowych o numerach {\displaystyle 2+3n} (2, 5, 8...) – gdyż co dwa lata odnawiana jest 1/3 składu izby (27 z 81 mandatów).
Głosowanie przeprowadzano na zasadzie większości bezwzględnej. Jeśli żaden z kandydatów nie uzyskał w danym okręgu ponad 50% głosów ważnych, po sześciu dniach od zakończenia głosowania odbywała się decydująca tura z udziałem dwóch kandydatów z najlepszymi wynikami w I turze. Liczba ludności żadnego z okręgów nie mogła być niższa lub wyższa o 15% lub więcej od średniej liczby mieszkańców przypadającej na mandat w skali państwa (tzw. normy przedstawicielskiej).
Czynne prawo wyborcze przysługiwało każdemu obywatelowi Republiki Czeskiej, który najpóźniej w drugim dniu głosowania (I tura) ukończył 18. rok życia. Bierne prawo wyborcze miały osoby z prawem czynnym, które najpóźniej w drugim dniu głosowania ukończyły 40. rok życia. Zgłaszać kandydatów mogły partie i ruchy polityczne oraz ich koalicje, ponadto prawo wysunięcia swojej kandydatury przysługiwało każdemu wyborcy, który przedłożył okręgowej komisji wyborczej 1000 podpisów poparcia wyborców zamieszkałych w danym okręgu.

## Podział miejsc w Senacie przed wyborami
Kolumna wyróżniona odcieniem czerwonym wskazuje liczbę mandatów senatorskich wygasających i obsadzanych na nowo w 2024 roku, a wiersze wyróżnione odcieniem żółtym oznaczają partie wchodzące w skład koalicji rządowej sprzed wyborów.
| Partia lub ruch zgłaszający            | Kadencja  | Kadencja  | Kadencja  | Łącznie |
| Partia lub ruch zgłaszający            | 2018–2024 | 2020–2026 | 2022–2028 | Łącznie |
| -------------------------------------- | --------- | --------- | --------- | ------- |
| Obywatelska Partia Demokratyczna (ODS) | 10        | 5         | 8         | 23      |
| Burmistrzowie i Niezależni (STAN)      | 5         | 11        | 1         | 17      |
| KDU-ČSL                                | 2         | 3         | 7         | 12      |
| TOP 09                                 | 1         | 2         | 3         | 6       |
| ANO 2011 (ANO)                         | 1         | 1         | 3         | 5       |
| SEN 21                                 | 1         | 2         | 1         | 4       |
| Czeska Partia Piratów (Piráti)         | 1         | 1         | 0         | 2       |
| Hradecki Klub Demokratyczny (HDK)      | 0         | 1         | 0         | 1       |
| Marek Hilšer do Senatu (MHS)           | 1         | 0         | 0         | 1       |
| Niezależni (NEZ)                       | 0         | 0         | 1         | 1       |
| Ostrawiak (Ostravak)                   | 1         | 0         | 0         | 1       |
| ProMOST                                | 0         | 0         | 1         | 1       |
| Socjaldemokracja (SOCDEM)              | 1         | 0         | 0         | 1       |
| Tabor 2020 (T2020)                     | 0         | 0         | 1         | 1       |
| Wolni (Svobodní)                       | 0         | 1         | 0         | 1       |
| Kandydaci niezależni                   | 3         | 0         | 1         | 4       |
| Ogółem                                 | 27        | 27        | 27        | 81      |

Wybory do Senatu w 2024 roku były drugimi odbywającymi się w czasie trwania IX kadencji Izby Poselskiej. Władzę w kraju sprawuje od grudnia 2021 roku rząd Petra Fiali, gabinet koalicji ODS, KDU-ČSL, TOP 09, STAN i Piratów. Przed wyborami do Senatu w 2024 roku koalicja rządowa posiadała większość bezwzględną w obu izbach parlamentu – w Senacie partie ją tworzące reprezentowało 60 na 81 deputowanych, a do ich klubów należało łącznie 72 senatorów.
W 2023 roku odbyły się w Czechach wybory prezydenckiem w których – podobnie jak pięć lat wcześniej – wzięli udział senatorowie Pavel Fischer (niezależny) i Marek Hilšer (ruch Marek Hilšer do Senatu). W wyborach 2024 walczyli o senacką reelekcję.
Przewodniczącym Senatu przed wyborami był Miloš Vystrčil z ODS, sprawujący tę funkcję od lutego 2020 roku.

## Lista senatorów, którzy nie ubiegali się o reelekcję
Podano nazwę partii lub ruchu zgłaszającego danego kandydata do poprzednich wyborów.
| Okręg wyborczy            | Imię i nazwisko  | Partia lub ruch zgłaszający |
| ------------------------- | ---------------- | --------------------------- |
| 14 – Czeskie Budziejowice | Ladislav Faktor  | niezależny                  |
| 35 – Jablonec nad Nysą    | Jaroslav Zeman   | ODS                         |
| 59 – Brno-miasto          | Mikuláš Bek      | STAN                        |
| 62 – Prościejów           | Jitka Chalánková | niezależna                  |

## Pierwsza tura
O 27 mandatów senatorskich ubiegało się 169 kandydatów zgłoszonych przez partie i ruchy polityczne oraz siedmioro niezależnych. Żadne ze stronnictw nie wysunęło kandydatów we wszystkich okręgach; w ponad połowie okręgów zarejestrowano przedstawicieli ANO 2011 (23), Wolności i Demokracji Bezpośredniej (18), Obywatelskiej Partii Demokratycznej (16) oraz Burmistrzów i Niezależnych (15).
Sześć spośród stronnictw reprezentowanych w Senacie nie musiało bronić w 2024 roku wygasających mandatów: Burmistrzowie dla Kraju Libereckiego, Hradecki Klub Demokratyczny, Niezależni, ProMOST, Tabor 2020 i Wolni.
Łącznie o ponowny wybór ubiegało się 23 senatorów, w tym:
- ponownie z ramienia tej samej partii – dziewięciu senatorów ODS, troje reprezentantów STAN, dwóch przedstawicieli KDU-ČSL oraz po jednym deputowanym ANO, MHS, Ostrawiaka, Piratów, SEN 21, SOCDEM i TOP 09;
- jako kandydaci innych stronnictw niż w wyborach 2018: Pavel Fischer (TOP 09, wcześniej niezależny) i Zdeněk Hraba (ODS, wcześniej STAN).

Pierwsza tura głosowania rozpoczęła się 20 września 2024 (godziny 14–22), a zakończyła kolejnego dnia (godziny 8–14). Frekwencja wyniosła 30,47%; najwyższa była w okręgu nr 41 – Benešov (35,28%), najniższa w okręgu nr 5 – Chomutov (23,35%).
Dzięki uzyskaniu bezwzględnej większości głosów mandaty senatorskie w I turze zdobyło pięcioro kandydatów: Martin Bednář (okręg nr 71 – Ostrawa-miasto) i Jana Mračková Vildumetzová (okręg nr 2 – Sokolov) z ramienia ANO, Jiří Čunek (okręg nr 77 – Vsetín) z ramienia KDU-ČSL, Pavel Fischer (okręg nr 17 – Praga 12) z ramienia TOP 09 i Petr Vícha (okręg nr 74 – Karwina) z ramienia SOCDEM.
W pozostałych 22 okręgach konieczne było przeprowadzenie kolejnej tury wyborów.
Pięcioro senatorów wyłonionych w I turze to rekord wyborów do czeskiego Senatu, zaś Jiří Čunek został pierwszym w historii czeskim senatorem wybranym w I turze dwukrotnie.

## Druga tura
Decydującą turę przeprowadzono 27 i 28 września 2024 w godzinach analogicznych do poprzedniej rundy głosowania.
Zmierzyli się w niej kandydaci 11 partii i ruchów politycznych oraz jeden kandydat niezależny. Najwięcej było pojedynków między przedstawicielami ANO 2011 i Obywatelskiej Partii Demokratycznej – siedem.
| Liczba kandydatów z ramienia danych partii i ruchów w II turze | Liczba kandydatów z ramienia danych partii i ruchów w II turze | Liczba kandydatów z ramienia danych partii i ruchów w II turze | Liczba kandydatów z ramienia danych partii i ruchów w II turze |
| Partia lub ruch zgłaszający                                    | Pozycja po I turze                                             | Pozycja po I turze                                             | Łącznie                                                        |
| Partia lub ruch zgłaszający                                    | 1.                                                             | 2.                                                             | Łącznie                                                        |
| -------------------------------------------------------------- | -------------------------------------------------------------- | -------------------------------------------------------------- | -------------------------------------------------------------- |
| ANO 2011                                                       | 9                                                              | 10                                                             | 19                                                             |
| Obywatelska Partia Demokratyczna                               | 5                                                              | 4                                                              | 9                                                              |
| Burmistrzowie i Niezależni                                     | 3                                                              | 2                                                              | 5                                                              |
| KDU-ČSL                                                        | 1                                                              | 1                                                              | 2                                                              |
| TOP 09                                                         | 1                                                              | 1                                                              | 2                                                              |
| Komunistyczna Partia Czech i Moraw                             | 1                                                              | 0                                                              | 1                                                              |
| Marek Hilšer do Senatu                                         | 1                                                              | 0                                                              | 1                                                              |
| Przysięga                                                      | 1                                                              | 0                                                              | 1                                                              |
| SEN 21                                                         | 0                                                              | 1                                                              | 1                                                              |
| Burmistrzowie na rzecz Kraju Libereckiego                      | 0                                                              | 1                                                              | 1                                                              |
| Wolność i Demokracja Bezpośrednia                              | 0                                                              | 1                                                              | 1                                                              |
| kandydaci niezależni                                           | 0                                                              | 1                                                              | 1                                                              |

Frekwencja była o prawie 23 punkty procentowe niższa niż tydzień wcześniej – 17,54%; najwyższą odnotowano w okręgu nr 68 – Opawa (23,30%), najniższą ponownie w okręgu nr 5 – Chomutov (16,57%).

## Wyniki wyborów
Źródło: Český statistický úřad. 
| ANO 2011 (ANO)                                  | 224 350 | 28,27  | 157 287 | 40,27  | 2 | 6  | 8  |  |  |
| Obywatelska Partia Demokratyczna (ODS)          | 125 449 | 15,81  | 92 424  | 23,66  | 0 | 5  | 5  |  |  |
| Burmistrzowie i Niezależni (STAN)               | 87 734  | 11,06  | 53 498  | 13,70  | 0 | 5  | 5  |  |  |
| KDU-ČSL                                         | 46 518  | 5,86   | 15 635  | 4,00   | 1 | 1  | 2  |  |  |
| TOP 09                                          | 44 320  | 5,59   | 17 457  | 4,47   | 1 | 1  | 2  |  |  |
| Socjaldemokracja (SOCDEM)                       | 28 479  | 3,59   | —       | —      | 1 | —  | 1  |  |  |
| SEN 21                                          | 13 068  | 1,65   | 6 862   | 1,76   | 0 | 1  | 1  |  |  |
| Burmistrzowie na rzecz Kraju Libereckiego (SLK) | 8 491   | 1,07   | 14 299  | 3,66   | 0 | 1  | 1  |  |  |
| Przysięga (Přísaha)                             | 8 099   | 1,02   | 8 614   | 2,21   | 0 | 1  | 1  |  |  |
| Wolność i Demokracja Bezpośrednia (SPD)         | 42 733  | 5,39   | 3 318   | 0,85   | 0 | 0  | 0  |  |  |
| Komunistyczna Partia Czech i Moraw (KSČM)       | 14 321  | 1,80   | 6 097   | 1,56   | 0 | 0  | 0  |  |  |
| Marek Hilšer do Senatu (MHS)                    | 5 617   | 0,71   | 5 298   | 1,36   | 0 | 0  | 0  |  |  |
| Czeska Partia Piratów (Piráti)                  | 21 107  | 2,66   | —       | —      | 0 | —  | 0  |  |  |
| Wolni (Svobodní)                                | 12 352  | 1,56   | —       | —      | 0 | —  | 0  |  |  |
| Pozostałe partie i ruchy polityczne (30)        | 88 540  | 11,16  | —       | —      | 0 | —  | 0  |  |  |
| Kandydaci niezależni (5)                        | 22 311  | 2,81   | 9 812   | 2,51   | 0 | 1  | 1  |  |  |
|                                                 |         |        |         |        |   |    |    |  |  |
| Ogółem                                          | 793 489 | 100,00 | 390 601 | 100,00 | 5 | 22 | 27 |  |  |
| Głosy nieważne                                  | 26 963  | 2,30   | 2 031   | 0,52   |   |    |    |  |  |
| Koperty nieoddane                               | 8 251   | 1,01   | 147     | 0,04   |   |    |    |  |  |
| Frekwencja                                      | 820 452 | 30,41  | 392 779 | 17,54  |   |    |    |  |  |

## Podział miejsc w Senacie po wyborach
Kolumna wyróżniona odcieniem zielonym wskazuje liczbę mandatów senatorskich obsadzonych przez dane stronnictwa w 2024 roku, a wiersze wyróżnione odcieniem żółtym oznaczają partie wchodzące w skład koalicji rządowej.
| Partia lub ruch zgłaszający            | Kadencja  | Kadencja  | Kadencja  | Łącznie | +/– |
| Partia lub ruch zgłaszający            | 2020–2026 | 2022–2028 | 2024–2030 | Łącznie | +/– |
| -------------------------------------- | --------- | --------- | --------- | ------- | --- |
| Burmistrzowie i Niezależni (STAN)      | 11        | 1         | 6         | 18      | 1   |
| Obywatelska Partia Demokratyczna (ODS) | 5         | 8         | 5         | 18      | 5   |
| ANO 2011 (ANO)                         | 1         | 3         | 8         | 12      | 7   |
| KDU-ČSL                                | 3         | 7         | 2         | 12      | 0   |
| TOP 09                                 | 2         | 3         | 2         | 7       | 1   |
| SEN 21                                 | 2         | 1         | 1         | 4       | 0   |
| Czeska Partia Piratów (Piráti)         | 1         | 0         | 0         | 1       | 1   |
| Hradecki Klub Demokratyczny (HDK)      | 1         | 0         | 0         | 1       | 0   |
| Niezależni (NEZ)                       | 0         | 1         | 0         | 1       | 0   |
| ProMOST                                | 0         | 1         | 0         | 1       | 0   |
| Przysięga (Přísaha)                    | 0         | 0         | 1         | 1       | 1   |
| Socjaldemokracja (SOCDEM)              | 0         | 0         | 1         | 1       | 0   |
| Tabor 2020 (T2020)                     | 0         | 1         | 0         | 1       | 0   |
| Wolni (Svobodní)                       | 1         | 0         | 0         | 1       | 0   |
| Marek Hilšer do Senatu (MHS)           | 0         | 0         | 0         | 0       | 1   |
| Ostrawiak (Ostravak)                   | 0         | 0         | 0         | 0       | 1   |
| Kandydaci niezależni                   | 0         | 1         | 1         | 2       | 2   |
| Ogółem                                 | 27        | 27        | 27        | 81      | —   |

Największą liczbę mandatów uzyskało ANO, jednak nie dało to tej partii najliczniejszej reprezentacji w Senacie ogółem. Łącznie ówczesne partie koalicji rządowej (ODS, KDU-ČSL, TOP 09, Piraci i STAN) zmniejszyły stan posiadania o cztery mandaty.
Po raz pierwszy mandat w Senacie – i parlamencie czeskim ogółem – zdobyła Přísaha, a reprezentację w izbie wyższej straciły MHS i Ostravak (nieposiadające nigdy mandatów w Izbie Poselskiej).

## Lista wybranych senatorów
Gwiazdką oznaczono deputowanych, którzy ubiegali się o reelekcję, wytłuszczeniem – kandydatów wybranych w I turze. W nawiasach podano miejsce zajęte przez danego kandydata w I turze.
Źródło: Český statistický úřad.
| Okręg wyborczy            | Imię i nazwisko            | Partia lub ruch zgłaszający | I tura     | II tura |
| ------------------------- | -------------------------- | --------------------------- | ---------- | ------- |
| 2 – Sokolov               | Jana Mračková Vildumetzová | ANO                         | 50,72 (1.) | —       |
| 5 – Chomutov              | Přemysl Rabas*             | SEN 21                      | 20,73 (2.) | 52,95   |
| 8 – Rokycany              | Miroslav Kroc              | STAN                        | 24,97 (2.) | 56,13   |
| 11 – Domažlice            | Jan Látka                  | ANO                         | 28,96 (1.) | 55,00   |
| 14 – Czeskie Budziejowice | Zbyněk Sýkora              | ODS                         | 39,84 (1.) | 68,23   |
| 17 – Praga 12             | Pavel Fischer*             | TOP 09                      | 53,63 (1.) | —       |
| 20 – Praga 4              | Jiří Drahoš*               | STAN                        | 48,21 (1.) | 74,26   |
| 23 – Praga 8              | Vladimíra Ludková          | ODS                         | 25,14 (1.) | 67,48   |
| 26 – Praga 8              | Miroslav Bárta             | STAN                        | 27,52 (2.) | 54,52   |
| 29 – Litomierzyce         | Ondřej Štěrba              | ANO                         | 37,87 (1.) | 63,21   |
| 32 – Cieplice             | Jan Schiller               | ANO                         | 41,32 (1.) | 57,20   |
| 35 – Jablonec nad Nysą    | Lena Mlejnková             | SLK                         | 24,44 (2.) | 62,92   |
| 38 – Mladá Boleslav       | Ondřej Lochman             | STAN                        | 35,74 (1.) | 60,84   |
| 41 – Benešov              | Zdeněk Hraba*              | ODS                         | 33,28 (1.) | 67,10   |
| 44 – Chrudim              | Jan Tecl*                  | ODS                         | 30,97 (1.) | 52,00   |
| 47 – Náchod               | Martin Červíček*           | ODS                         | 48,73 (1.) | 62,18   |
| 50 – Svitavy              | David Šimek                | KDU-ČSL                     | 26,29 (1.) | 57,36   |
| 53 – Třebíč               | Hana Žáková*               | STAN                        | 41,22 (1.) | 56,22   |
| 56 – Brzecław             | Róbert Šlachta             | Přísaha                     | 24,74 (1.) | 58,88   |
| 59 – Brno-miasto          | Břetislav Rychlík          | TOP 09                      | 28,77 (1.) | 67,80   |
| 62 – Prościejów           | František Jura             | ANO                         | 41,98 (1.) | 72,43   |
| 65 – Šumperk              | Stanislav Balík            | niezależny                  | 44,38 (2.) | 54,25   |
| 68 – Opawa                | Tomáš Navrátil             | ANO                         | 49,49 (1.) | 63,68   |
| 71 – Ostrawa-miasto       | Martin Bednář              | ANO                         | 51,84 (1.) | —       |
| 74 – Karwina              | Petr Vícha*                | SOCDEM                      | 58,33 (1.) | —       |
| 77 – Vsetín               | Jiří Čunek*                | KDU-ČSL                     | 56,76 (1.) | —       |
| 80 – Zlin                 | Oldřich Hájek              | ANO                         | 36,94 (1.) | 52,16   |

## Lista senatorów, którzy nie uzyskali reelekcji
W nawiasach podano miejsce zajęte przez danego kandydata w I turze.
Źródło: Český statistický úřad.
| Okręg wyborczy      | Imię i nazwisko   | Partia lub ruch zgłaszający | I tura     | II tura |
| ------------------- | ----------------- | --------------------------- | ---------- | ------- |
| 2 – Sokolov         | Miroslav Balatka  | STAN                        | 25,41 (2.) | —       |
| 8 – Rokycany        | Pavel Karpíšek    | ODS                         | 20,23 (3.) | —       |
| 11 – Domažlice      | Vladislav Vilímec | ODS                         | 15,70 (2.) | 44,99   |
| 23 – Praga 8        | Lukáš Wagenknecht | Piráti                      | 23,00 (3.) | —       |
| 26 – Praga 2        | Marek Hilšer      | MHS                         | 29,42 (2.) | 45,47   |
| 29 – Litomierzyce   | Ladislav Chlupáč  | ODS                         | 15,83 (2.) | 36,78   |
| 32 – Cieplice       | Hynek Hanza       | ODS                         | 25,46 (2.) | 42,79   |
| 38 – Mladá Boleslav | Raduan Nwelati    | ODS                         | 14,71 (3.) | —       |
| 50 – Svitavy        | Michal Kortyš     | ODS                         | 23,53 (2.) | 42,63   |
| 56 – Brzecław       | Rostislav Koštial | ODS                         | 22,30 (3.) | —       |
| 65 – Šumperk        | Miroslav Adámek   | ANO                         | 48,24 (1.) | 45,74   |
| 68 – Opawa          | Herbert Pavera    | TOP 09                      | 28,11 (2.) | 36,31   |
| 71 – Ostrawa-miasto | Leopold Sulovský  | Ostravak                    | 20,28 (2.) | —       |
| 80 – Zlin           | Patrik Kunčar     | KDU-ČSL                     | 26,16 (2.) | 47,83   |